# Klaus Kirschner (Politiker)
Klaus Kirschner (* 4. November 1941 in Oberndorf am Neckar) ist ein deutscher Politiker (SPD).

## Leben und Beruf
Klaus Kirschner wurde im Oberndorfer Stadtteil Aistaig geboren. Nach dem Besuch der Volksschule absolvierte Kirschner eine Lehre zum Werkzeugmacher, die er zuerst mit der Facharbeiter-, zehn Jahre später 1970 mit der Meisterprüfung beendete. Von 1958 bis 1976 war Kirschner in der Industrie und als Betriebsrat in Oberndorf bei der Firma Heckler & Koch GmbH tätig. Dazwischen leistete er von 1965 bis 1966 seinen Wehrdienst ab. Er war zudem als Versicherungsvertreter der AOK Rottweil und Bezirksvorsitzender Südwürttemberg/Hohenz. tätig sowie als stellvertretender Landesausschussvorsitzender der Arbeiterwohlfahrt Baden-Württemberg.
Klaus Kirschner ist evangelisch, lebt in seiner Geburtsstadt, ist verheiratet und hat eine Tochter.

## Partei
Seit 1962 ist Klaus Kirschner Mitglied der SPD. Ab 1971 gehörte er dem Stadtrat von Oberndorf an. Von 1972 bis 2003 war er Vorsitzender des SPD-Kreisverbandes Rottweil. Von 1993 bis 1999 war Kirschner Mitglied im Landesvorstand der SPD Baden-Württemberg und von 1995 bis 2003 Landesvorsitzender der Arbeitsgemeinschaft für Arbeit der SPD Baden-Württemberg.

## Abgeordneter
Von 1976 bis 2005 war Klaus Kirschner Mitglied des Deutschen Bundestages. Hier war er in der 11. Wahlperiode (1987 bis 1990) Vorsitzender der Enquête-Kommission Strukturreform der gesetzlichen Krankenversicherung. Von 1990 bis 1998 war er gesundheitspolitischer Sprecher der SPD-Bundestagsfraktion. Von 1998 bis 2002 war er Vorsitzender des Ausschusses für Gesundheit, von 2002 bis 2005 des Ausschusses für Gesundheit und Soziale Sicherung.
Klaus Kirschner ist stets über die Landesliste Baden-Württemberg in den Deutschen Bundestag eingezogen.